# فورست، قلمرو پایتختی استرالیا
فورست (به انگلیسی: Forrest) یک حومه شهر در استرالیا است که در قلمرو پایتختی استرالیا واقع شده‌است.